# Volodymyr Brajko
Volodymyr Brajko (en ukrainien : Володимир Володимирович Бражко), né le 23 janvier 2002 à Zaporijjia en Ukraine, est un footballeur ukrainien évoluant au poste de milieu défensif au Dynamo Kiev.

## Biographie

### En club
Né à Zaporijjia en Ukraine, Volodymyr Brajko commence le football dans le club local du Metalurh Zaporijjia avant d'être formé au Dynamo Kiev. Il commence toutefois sa carrière professionnelle avec le Zorya Louhansk, où il est prêté en 2022. Il joue son premier match le 23 août 2022, lors de la première journée de la saison 2022-2023 de première division ukrainienne, face au Vorskla Poltava. Il entre en jeu à la place de Yehor Nazaryna (en) et son équipe l'emporte par trois buts à un.
Le 5 mars 2023, Brajko réalise le premier doublé de sa carrière, lors d'une rencontre de championnat face au Vorskla Poltava. Titulaire, il réduit d'abord le score alors que son équipe est menée de deux buts, puis il donne la victoire à son équipe dans le temps additionnel en transformant un penalty (2-3 score final),,.
Après une saison pleine au Zorya Louhansk avec 29 matchs de championnats pour sept buts marqués, Volodymyr Brajko est de retour au Dynamo Kiev à l'été 2023, où il doit être intégré à l'équipe première par l'entraîneur Mircea Lucescu. Il est notamment approché par le Torino FC mais le président du club, Ihor Surkis (en), déclare que Brajko est un grand talent, et que le Dynamo compte sur lui pour l'avenir.
Il se fait remarquer le 1er octobre 2023, en réalisant un doublé face au FK Oleksandria, en championnat. Il contribue ainsi à la victoire des siens par quatre buts à deux.

### En sélection
Volodymyr Brajko représente l'équipe d'Ukraine des moins de 17 ans, jouant un total de six matchs avec cette sélection entre 2018 et 2019.
Le 13 novembre 2020, Brajko joue son premier match avec l'équipe d'Ukraine espoirs contre Malte. Il est titularisé et son équipe s'impose par quatre buts à un.
En mai 2024, il fait partie de la liste des 26 joueurs convoqués par Serhiy Rebrov en vue de l'Euro 2024.